# Eulophus rhamnius
Eulophus rhamnius är en stekelart som beskrevs av Walker 1848. Eulophus rhamnius ingår i släktet Eulophus och familjen finglanssteklar. Inga underarter finns listade i Catalogue of Life.